# گنادی نیلوف
گنادی نیلوف (روسی: Генна́дий Петро́вич Ни́лов؛ زادهٔ ۱ اکتبر ۱۹۳۶) بازیگر اهل کشور اتحاد جماهیر شوروی سوسیالیستی و روسیه است.
از فیلم‌ها یا برنامه‌های تلویزیونی که وی در آن نقش داشته‌است می‌توان به در شن‌های سیاه اشاره کرد.